# Highway Headin' South (álbum)
Highway Headin' South es un álbum de estudio por el músico estadounidense Porter Wagoner. Fue lanzado en septiembre de 1974 a través del sello RCA Records.

## Grabación y contenido
Las sesiones de grabación del álbum tuvieron lugar en Nashville Sound, un estudio ubicado en Nashville, Tennessee. Bob Ferguson produjo el álbum mientras que Tom Pick se desempeñó como ingeniero de audio. Highway Headin' South contenía diez temas. Todas las canciones del álbum fueron escritas por Wagoner, excepto «Freida» de Dolly Parton y «An Old Memory Gets in My Eye» de Bill Owens. Parton grabaría una versión de «Highway Headin' South» para su álbum de 1974, Love Is Like a Butterfly.

## Promoción
Highway Headin' South incluía un sencillo que se convirtió en un éxitos comercial moderado a finales de septiembre de 1974. El primero en ser lanzado fue la canción que da nombre al álbum en julio de 1974. Después de diez semanas en la lista Hot Country Singles, alcanzó el número 15 el 28 de septiembre. También apareció en la lista canadiense Country Playlist, alcanzando solamente el número 34.

## Recepción de la crítica
Un escritor no especificado de la revista Cash Box declaró: “Su musicalidad es plena y explosiva, y su destreza vocal es algo muy especial. Tiene el poder adecuado y la suavidad suficiente para lograr la combinación definitiva. Este nuevo LP es una excelente colección de material que muestra los maravillosos talentos de Porter”.

## Lista de canciones
Todas las canciones escritas y compuestas por Porter Wagoner, excepto donde esta anotado.
Lado uno
1. «Life Rides the Train» – 2:21
2. «Freida» (Dolly Parton) – 2:00
3. «Highway Headin' South» – 2:07
4. «Lonelyville» – 2:00
5. «Last Chance for Happiness» – 2:45

Lado dos
1. «Not a Cloud in the Sky» – 2:53
2. «Holding Lonely Hands» – 2:53
3. «An Old Memory Gets in My Eye» (Bill Owens) – 2:00
4. «Lonely Without You» – 2:49
5. «I'll Start Tomorrow» – 2:46

## Créditos y personal
Créditos adaptados desde las notas de álbum de Highway Headin' South.
Músicos
- Porter Wagoner – voces, guitarra
- The Lea Jane Singers – coros

Personal técnico
- Bob Ferguson – productor
- Tom Pick – ingeniero de audio
- Roy Shockley – técnico de estudio
- Randy Kling – masterización
- Les Leverett – fotografía

## Posicionamiento
| Gráfica (1974)                             | Pico de posición |
| ------------------------------------------ | ---------------- |
| Estados Unidos (Billboard Hot Country LPs) | 28               |